# (2384) Schulhof
(2384) Schulhof ist ein Asteroid des Hauptgürtels, der am 2. März 1943 von der französischen Astronomin Marguerite Laugier in Nizza entdeckt wurde.
Der Asteroid ist nach dem ungarischen Astronomen Lipót Schulhof benannt.